# Jules Fullington
Jules Fullington, ook wel Oom Jules (3 oktober 1941), is een Surinaams zanger. Hij begon zijn carrière rond het begin van de jaren 1970. Hij treedt vooral op in Suriname en won in 1979 prijzen tijdens de Gouden Orpheus in Bulgarije. In 2019 werd hij opgenomen in de Ere-Orde van de Gele Ster.

## Biografie
Fullington groeide op in Nickerie tussen Javanen, Hindoestanen en Chinezen en kreeg zo ook hun cultuur mee, waardoor hij het Javaanse liedje Hallo saya leerde zingen. Hij begon zijn carrière rond het begin van de jaren 1970 met optredens in shows en het theater, op het NAKS Kawina Festival en op STVS-televisie.
In 1979 was hij de Surinaamse afgevaardigde naar het Gouden Orpheus in Sofia, Bulgarije. Daar werd hij onderscheiden met de eerste prijs voor zijn voorstelling en klederdracht. Op het festival won de Arubaan Sonny Reeder als beste zanger. De componist en dirigent voor beide zangers, Harry de Groot, won de prijs voor het beste arrangement.
Ondanks dat hij in 2013 al eens aankondigde zijn laatste optreden te hebben gegeven, treedt Fullington nog tot op een leeftijd hoog in de zeventigers op. Rond 2014 bracht hij zijn cd Jules Fullington meets Luther Vandross uit.
Tijdens de Volkskerstzang van 2013 werd hij onderscheiden met een oorkonde. Daarnaast is hij opgenomen in de Ere-Orde van de Gele Ster.

## Discografie
Hieronder volgt een incompleet overzicht van zijn platen:
Singles
- 1978: Sribie Switie Gado Pikieng
- 1979: Brada Jonesie
- ?: 25 Februari Bigi Kinki

Album
2014?: Jules Fullington meets Luther Vandross (cd)